# イトマンスポーツウェルネス
株式会社イトマンスポーツウェルネスは、千葉県千葉市美浜区の幕張新都心に本社を置き、主にスポーツクラブ「イトマンスポーツスクエア」を運営する、日本の企業である。

## 会社概要
ナガセの完全子会社である。
2014年（平成26年）9月まで株式会社キッツの子会社であり、社名は株式会社キッツウェルネス、主たるスポーツクラブの名称はキッツスポーツスクエアであった。その後2018年（平成30年）1月まではダンロップスポーツの、2024年（令和6年）12月13日まで住友ゴム工業株式会社の完全子会社となり、住友ゴムグループ時代は社名が株式会社ダンロップスポーツウェルネス、スポーツクラブの名称はダンロップスポーツクラブおよびダンロップスポーツスクエアとなった。一部の施設は2015年6月まで株式会社ダンロップスポーツプラザが運営していた。
株式会社ダンロップスポーツプラザは2014年11月までサッポロビール傘下にあり、社名は株式会社サッポロスポーツプラザ、スポーツクラブの名称はサッポロスポーツプラザ PALであった。

## 沿革
- 1990年（平成2年）
  - 1月1日 - （株）北沢バルブ（現・（株）キッツ）ウェルネス事業部発足
  - 11月30日 - （株）キッツウェルネスとして分社独立
- 1991年（平成3年）6月1日 - 「キッツスポーツスクエア綾瀬」営業開始
- 1992年（平成4年）
  - 3月1日 - 「キッツスポーツスクエア藤沢」営業開始
  - 4月1日 - 「キッツスポーツスクエア金沢文庫」営業開始
  - 10月1日 - 「キッツスポーツスクエア幕張」営業開始
- 1994年（平成6年）9月1日 - 「キッツスポーツスクエア平塚」営業開始
- 2002年（平成14年）
  - 8月1日 - 「キッツスポーツスクエア北松戸」営業開始
  - 9月1日 - 「キッツウェルネス南柏」営業開始
- 2005年（平成17年）4月4日 - 「キッツスポーツスクエア茅ヶ崎」営業開始
- 2006年（平成18年）4月1日 - 「キッツスポーツスクエア公津の杜」営業開始
- 2007年（平成19年）
  - 7月1日 - 「キッツスポーツスクエア流山おおたかの森」営業開始
  - 10月1日 - 「キッツスポーツスクエア吉川」営業開始（現存せず）
- 2008年（平成20年）4月1日 - 「キッツスポーツスクエアせんだい」営業開始（株式会社キッツウェルネス仙台と合併による統合）
- 2009年（平成21年）
  - 5月1日 - 「キッツウェルネス南古谷」営業開始
  - 6月1日 - 「キッツウェルネス水戸」営業開始
- 2010年（平成22年）3月1日 - 「キッツウェルネス日進」営業開始
- 2014年（平成26年）
  - 10月1日 - ダンロップスポーツ（株）が運営会社（株）キッツウェルネスの全株式を取得。運営会社の商号を（株）ダンロップスポーツウェルネス、スポーツクラブの名称をダンロップスポーツクラブにそれぞれ変更。
  - 12月1日 - ダンロップスポーツ（株）が（株）サッポロスポーツプラザの全株式を取得。運営会社の商号を（株）ダンロップスポーツプラザ、運営していた4施設をの名称をダンロップスポーツクラブに変更。
- 2015年（平成27年）7月1日 - （株）ダンロップスポーツウェルネスが（株）ダンロップスポーツプラザを吸収合併。
- 2018年（平成30年）
  - 1月 - ダンロップスポーツ（株）が住友ゴム工業（株）に吸収合併され、親会社が異動。
  - 4月13日 - ダンロップスポーツクラブ福岡箱崎（旧タラソ福岡） 営業開始[2][3][4]（2023年5月31日営業終了）
- 2024年（令和6年）12月13日 - （株）ナガセが（株）ダンロップスポーツウェルネスの全株式を取得。運営会社の商号を（株）イトマンスポーツウェルネス、スポーツクラブの名称をイトマンスポーツスクエアにそれぞれ変更。ただしゴルフスクール事業およびテニススクール事業は（株）ダンロップスポーツマーケティングに承継し住友ゴム傘下に残留[5]。

## 運営受託施設
※年月日は受託運営開始日
- 健康ランド須玉（山梨県北杜市）：2006年4月1日
- 韮崎市健康ふれあいセンター（山梨県韮崎市）：2006年10月1日
- 根白石温水プール（宮城県仙台市）：2008年4月1日
- 栗駒総合運動公園（宮城県栗原市）：2010年4月

## 鍼灸治療院
- 鍼灸治療院稲毛海岸（旧・キッツ鍼灸治療院稲毛海岸）：1997年9月29日営業開始

## 備考
ダンロップスポーツクラブの店舗で展開するジュニアスイミングスクールで使われている指定水着は、男女、また普通クラス・メジャースイマー (上級クラス) 用ともに、小松ニット製造・ヒカリスポーツ (スポーツ用品の卸し業者) 販売の「deuxcing」(ドゥサンク) ブランドの特注品である。
ダンロップスポーツは関連企業であったが、2018年1月に住友ゴム工業に吸収合併され消滅となった。